# Élections cantonales de 2004 dans l'Eure
Les élections cantonales ont eu lieu les 21 et 28 mars 2004.
Lors de ces élections, 22 des 43 cantons de l'Eure ont été renouvelés. Elles ont vu la reconduction de la majorité socialiste dirigée par Jean-Louis Destans, président du conseil général depuis 2001.

## Résultats à l’échelle du département
Répartition départementale des résultats (2e tour).
- PCF (4,41 %)
- PS (29,13 %)
- PRG (7,01 %)
- DVG (10,22 %)
- UMP (23,99 %)
- UDF (9,57 %)
- DVD (10,39 %)
- FN (5,27 %)

| Étiquette      | Étiquette                           | Premier tour | Premier tour | Second tour | Second tour | Sièges |
| Étiquette      | Étiquette                           | Voix         | %            | Voix        | %           | Sièges |
| -------------- | ----------------------------------- | ------------ | ------------ | ----------- | ----------- | ------ |
|                | Parti socialiste                    | 22 239       | 18,95        | 25 630      | 29,13       | 6      |
|                | Divers gauche                       | 14 642       | 12,48        | 8 992       | 10,22       | 5      |
|                | Parti communiste français           | 7 653        | 6,52         | 3 885       | 4,41        | 1      |
|                | Parti radical de gauche             | 3 596        | 3,06         | 6 172       | 7,01        | 1      |
|                | Les Verts                           | 3 525        | 3,00         |             |             |        |
|                | Extrême gauche                      | 2 488        | 2,12         |             |             |        |
| Gauche         | Gauche                              | 54 143       | 46,13        | 44 679      | 50,77       | 13     |
|                |                                     |              |              |             |             |        |
|                | Union pour un mouvement populaire   | 23 088       | 19,67        | 21 110      | 23,99       | 6      |
|                | Front national                      | 18 458       | 15,73        | 4 640       | 5,27        | 0      |
|                | Divers droite                       | 13 964       | 11,90        | 9 147       | 10,39       | 2      |
|                | Union pour la démocratie française  | 7 039        | 6,00         | 8 423       | 9,57        | 1      |
|                | Chasse, pêche, nature et traditions | 358          | 0,31         |             |             |        |
|                | Extrême droite                      | 307          | 0,26         |             |             |        |
| Droite         | Droite                              | 63 214       | 53,87        | 43 320      | 49,22       | 9      |
|                |                                     |              |              |             |             |        |
| Inscrits       | Inscrits                            | 189 532      | 100,00       | 138 118     | 100,00      |        |
| Abstention     | Abstention                          | 67 123       | 35,42        | 45 436      | 32,90       |        |
| Votants        | Votants                             | 122 409      | 64,58        | 92 682      | 67,10       |        |
| Blancs et nuls | Blancs et nuls                      | 5 052        | 4,13         | 4 683       | 5,05        |        |
| Exprimés       | Exprimés                            | 117 357      | 95,87        | 87 999      | 94,95       |        |

## Résultats par canton

### Canton d'Amfreville-la-Campagne
| Candidats      | Candidats       | Étiquette      | Premier tour | Premier tour |
| Candidats      | Candidats       | Étiquette      | Voix         | %            |
| -------------- | --------------- | -------------- | ------------ | ------------ |
|                | Daniel Leho     | DVG            | 3 611        | 51,91        |
|                | Guy Jacob       | DVD            | 1 920        | 27,60        |
|                | Philippe Marche | FN             | 983          | 14,13        |
|                | Didier Pannier  | PCF            | 442          | 6,35         |
|                |                 |                |              |              |
| Inscrits       | Inscrits        | Inscrits       | 10 743       | 100,00       |
| Abstention     | Abstention      | Abstention     | 3 466        | 32,26        |
| Votants        | Votants         | Votants        | 7 277        | 67,74        |
| Blancs et nuls | Blancs et nuls  | Blancs et nuls | 321          | 4,41         |
| Exprimés       | Exprimés        | Exprimés       | 6 956        | 95,59        |

### Canton des Andelys
| Candidats      | Candidats          | Étiquette      | Premier tour | Premier tour | Second tour | Second tour |
| Candidats      | Candidats          | Étiquette      | Voix         | %            | Voix        | %           |
| -------------- | ------------------ | -------------- | ------------ | ------------ | ----------- | ----------- |
|                | Yves Lemercier*    | UMP            | 2 076        | 27,91        | 2 714       | 33,46       |
|                | Laure Dael         | PS             | 2 011        | 27,03        | 3 626       | 44,70       |
|                | Bernard Touchagues | FN             | 1 893        | 25,45        | 1 772       | 21,84       |
|                | Yannick Potel      | Verts          | 613          | 8,24         |             |             |
|                | Noureddine Yagouta | PRG            | 527          | 7,08         |             |             |
|                | Annick Le Gac      | PCF            | 319          | 4,29         |             |             |
|                |                    |                |              |              |             |             |
| Inscrits       | Inscrits           | Inscrits       | 12 725       | 100,00       | 12 739      | 100,00      |
| Abstention     | Abstention         | Abstention     | 4 955        | 38,94        | 4 366       | 34,27       |
| Votants        | Votants            | Votants        | 7 770        | 61,06        | 8 373       | 65,73       |
| Blancs et nuls | Blancs et nuls     | Blancs et nuls | 331          | 4,26         | 261         | 3,12        |
| Exprimés       | Exprimés           | Exprimés       | 7 439        | 95,74        | 8 112       | 96,88       |

*sortant

### Canton de Beaumesnil
| Candidats      | Candidats               | Étiquette      | Premier tour | Premier tour | Second tour | Second tour |
| Candidats      | Candidats               | Étiquette      | Voix         | %            | Voix        | %           |
| -------------- | ----------------------- | -------------- | ------------ | ------------ | ----------- | ----------- |
|                | Marc Vampa*             | UDF            | 1 030        | 42,54        | 1 335       | 53,42       |
|                | Michel Courvallet       | DVD            | 794          | 32,80        | 1 164       | 46,58       |
|                | Thierry Dannet          | PS             | 274          | 11,32        |             |             |
|                | Laurent Gatine          | FN             | 268          | 11,07        |             |             |
|                | Marie-Clémence Beautier | PCF            | 55           | 2,27         |             |             |
|                |                         |                |              |              |             |             |
| Inscrits       | Inscrits                | Inscrits       | 3 637        | 100,00       | 3 639       | 100,00      |
| Abstention     | Abstention              | Abstention     | 1 126        | 30,96        | 976         | 26,82       |
| Votants        | Votants                 | Votants        | 2 511        | 69,04        | 2 663       | 73,18       |
| Blancs et nuls | Blancs et nuls          | Blancs et nuls | 90           | 3,58         | 164         | 6,16        |
| Exprimés       | Exprimés                | Exprimés       | 2 421        | 96,42        | 2 499       | 93,84       |

*sortant

### Canton de Beaumont-le-Roger
| Candidats      | Candidats             | Étiquette      | Premier tour | Premier tour | Second tour | Second tour |
| Candidats      | Candidats             | Étiquette      | Voix         | %            | Voix        | %           |
| -------------- | --------------------- | -------------- | ------------ | ------------ | ----------- | ----------- |
|                | Jackie Desrue         | PS             | 1 619        | 28,87        | 3 315       | 58,38       |
|                | Philippe Mathière     | UMP            | 1 026        | 18,30        | 2 363       | 41,62       |
|                | Luc Belmont           | UDF            | 958          | 17,08        | Retrait     | Retrait     |
|                | Jean-Pierre Delaporte | DVD            | 826          | 14,73        |             |             |
|                | José Metton           | FN             | 797          | 14,21        |             |             |
|                | Rémi Bunel            | PCF            | 382          | 6,81         |             |             |
|                |                       |                |              |              |             |             |
| Inscrits       | Inscrits              | Inscrits       | 8 985        | 100,00       | 8 985       | 100,00      |
| Abstention     | Abstention            | Abstention     | 3 093        | 34,42        | 2 905       | 32,33       |
| Votants        | Votants               | Votants        | 5 892        | 65,58        | 6 080       | 67,67       |
| Blancs et nuls | Blancs et nuls        | Blancs et nuls | 284          | 4,82         | 402         | 6,61        |
| Exprimés       | Exprimés              | Exprimés       | 5 608        | 95,18        | 5 678       | 93,39       |

### Canton de Bernay-Est
| Candidats      | Candidats          | Étiquette      | Premier tour | Premier tour |
| Candidats      | Candidats          | Étiquette      | Voix         | %            |
| -------------- | ------------------ | -------------- | ------------ | ------------ |
|                | Lionel Prevost*    | PS             | 2 843        | 56,40        |
|                | Marie-Lyne Rivière | DVD            | 1 141        | 22,63        |
|                | Marc Le Tanneur    | FN             | 556          | 11,03        |
|                | Pascal Adams       | EXG            | 253          | 5,02         |
|                | Guy Blin           | PCF            | 248          | 4,92         |
|                |                    |                |              |              |
| Inscrits       | Inscrits           | Inscrits       | 7 655        | 100,00       |
| Abstention     | Abstention         | Abstention     | 2 443        | 31,91        |
| Votants        | Votants            | Votants        | 5 212        | 68,09        |
| Blancs et nuls | Blancs et nuls     | Blancs et nuls | 171          | 3,28         |
| Exprimés       | Exprimés           | Exprimés       | 5 041        | 96,72        |

*sortant

### Canton de Bernay-Ouest
| Candidats      | Candidats        | Étiquette      | Premier tour | Premier tour | Second tour | Second tour |
| Candidats      | Candidats        | Étiquette      | Voix         | %            | Voix        | %           |
| -------------- | ---------------- | -------------- | ------------ | ------------ | ----------- | ----------- |
|                | Hervé Maurey     | DVD            | 2 021        | 49,95        | 2 404       | 57,91       |
|                | Gilles Launay    | PS             | 1 214        | 30,00        | 1 747       | 42,09       |
|                | Pierre Brangeon  | FN             | 442          | 10,92        |             |             |
|                | Thierry Martin   | EXG            | 198          | 4,89         |             |             |
|                | Penelope Bouquet | PCF            | 171          | 4,23         |             |             |
|                |                  |                |              |              |             |             |
| Inscrits       | Inscrits         | Inscrits       | 6 193        | 100,00       | 6 194       | 100,00      |
| Abstention     | Abstention       | Abstention     | 1 993        | 32,18        | 1 883       | 30,40       |
| Votants        | Votants          | Votants        | 4 200        | 67,82        | 4 311       | 69,60       |
| Blancs et nuls | Blancs et nuls   | Blancs et nuls | 154          | 3,67         | 160         | 3,71        |
| Exprimés       | Exprimés         | Exprimés       | 4 046        | 96,33        | 4 151       | 96,29       |

### Canton de Beuzeville
| Candidats      | Candidats             | Étiquette      | Premier tour | Premier tour | Second tour | Second tour |
| Candidats      | Candidats             | Étiquette      | Voix         | %            | Voix        | %           |
| -------------- | --------------------- | -------------- | ------------ | ------------ | ----------- | ----------- |
|                | Jean-Pierre Flambard* | PS             | 2 270        | 47,20        | 3 115       | 62,51       |
|                | Jacques Marmion       | UDF            | 1 360        | 28,28        | 1 868       | 37,49       |
|                | Élisabeth Petersen    | FN             | 553          | 11,50        |             |             |
|                | Didier Niel           | CPNT           | 358          | 7,44         |             |             |
|                | Gilbert Aube          | DVD            | 268          | 5,57         |             |             |
|                |                       |                |              |              |             |             |
| Inscrits       | Inscrits              | Inscrits       | 7 394        | 100,00       | 7 394       | 100,00      |
| Abstention     | Abstention            | Abstention     | 2 390        | 32,32        | 2 173       | 29,39       |
| Votants        | Votants               | Votants        | 5 004        | 67,68        | 5 221       | 70,61       |
| Blancs et nuls | Blancs et nuls        | Blancs et nuls | 195          | 3,90         | 238         | 4,56        |
| Exprimés       | Exprimés              | Exprimés       | 4 809        | 96,10        | 4 983       | 95,44       |

*sortant

### Canton de Bourgtheroulde-Infreville
| Candidats      | Candidats          | Étiquette      | Premier tour | Premier tour | Second tour | Second tour |
| Candidats      | Candidats          | Étiquette      | Voix         | %            | Voix        | %           |
| -------------- | ------------------ | -------------- | ------------ | ------------ | ----------- | ----------- |
|                | Bruno Questel      | DVG            | 2 301        | 36,09        | 3 779       | 57,61       |
|                | Pierre-Louis Brau* | UDF            | 1 829        | 28,69        | 2 781       | 42,39       |
|                | Christian Masne    | FN             | 950          | 14,90        |             |             |
|                | Marc Boucaut       | DVD            | 669          | 10,49        |             |             |
|                | Francis Chambrelan | PCF            | 626          | 9,82         |             |             |
|                |                    |                |              |              |             |             |
| Inscrits       | Inscrits           | Inscrits       | 10 076       | 100,00       | 10 087      | 100,00      |
| Abstention     | Abstention         | Abstention     | 3 385        | 33,59        | 3 092       | 30,65       |
| Votants        | Votants            | Votants        | 6 691        | 66,41        | 6 995       | 69,35       |
| Blancs et nuls | Blancs et nuls     | Blancs et nuls | 316          | 4,72         | 435         | 6,22        |
| Exprimés       | Exprimés           | Exprimés       | 6 375        | 95,28        | 6 560       | 93,78       |

*sortant

### Canton de Breteuil
| Candidats      | Candidats            | Étiquette      | Premier tour | Premier tour | Second tour | Second tour |
| Candidats      | Candidats            | Étiquette      | Voix         | %            | Voix        | %           |
| -------------- | -------------------- | -------------- | ------------ | ------------ | ----------- | ----------- |
|                | Gérard Cheron        | UMP            | 1 103        | 26,90        | 2 039       | 50,43       |
|                | José Haas            | PS             | 994          | 24,24        | 2 000       | 49,47       |
|                | André Duprey         | DVD            | 744          | 18,14        | 4           | 0,10        |
|                | Jean-Jacques Lecuyer | FN             | 566          | 13,80        |             |             |
|                | Jean Heurtebise      | DVD            | 363          | 8,85         |             |             |
|                | Gilles Chateaugiron  | Verts          | 232          | 5,66         |             |             |
|                | Michel Metayer       | PCF            | 99           | 2,41         |             |             |
|                |                      |                |              |              |             |             |
| Inscrits       | Inscrits             | Inscrits       | 6 240        | 100,00       | 6 241       | 100,00      |
| Abstention     | Abstention           | Abstention     | 2 001        | 32,07        | 1 840       | 29,48       |
| Votants        | Votants              | Votants        | 4 239        | 67,93        | 4 401       | 70,52       |
| Blancs et nuls | Blancs et nuls       | Blancs et nuls | 138          | 3,26         | 358         | 8,13        |
| Exprimés       | Exprimés             | Exprimés       | 4 101        | 96,74        | 4 043       | 91,87       |

### Canton de Conches-en-Ouche
| Candidats      | Candidats        | Étiquette      | Premier tour | Premier tour | Second tour | Second tour |
| Candidats      | Candidats        | Étiquette      | Voix         | %            | Voix        | %           |
| -------------- | ---------------- | -------------- | ------------ | ------------ | ----------- | ----------- |
|                | Claude Auffret*  | DVG            | 2 968        | 43,85        | 3 905       | 54,13       |
|                | Alain Courtois   | DVD            | 1 675        | 24,75        | 2 051       | 28,43       |
|                | Emmanuel Camoin  | FN             | 1 294        | 19,12        | 1 258       | 17,44       |
|                | Simon Mc Donnell | Verts          | 400          | 5,91         |             |             |
|                | François Vazard  | EXG            | 239          | 3,53         |             |             |
|                | Valéry Beuriot   | PCF            | 192          | 2,84         |             |             |
|                |                  |                |              |              |             |             |
| Inscrits       | Inscrits         | Inscrits       | 11 031       | 100,00       | 11 030      | 100,00      |
| Abstention     | Abstention       | Abstention     | 3 969        | 35,98        | 3 595       | 32,59       |
| Votants        | Votants          | Votants        | 7 062        | 64,02        | 7 435       | 67,41       |
| Blancs et nuls | Blancs et nuls   | Blancs et nuls | 294          | 4,16         | 221         | 2,97        |
| Exprimés       | Exprimés         | Exprimés       | 6 768        | 95,84        | 7 214       | 97,03       |

*sortant

### Canton de Cormeilles
| Candidats      | Candidats        | Étiquette      | Premier tour | Premier tour | Second tour | Second tour |
| Candidats      | Candidats        | Étiquette      | Voix         | %            | Voix        | %           |
| -------------- | ---------------- | -------------- | ------------ | ------------ | ----------- | ----------- |
|                | Myrtil Viquesnel | DVD            | 850          | 34,37        | 1 293       | 52,16       |
|                | Gérard Briavoine | PS             | 614          | 24,83        | 1 186       | 47,84       |
|                | Pascal Cauche    | UDF            | 539          | 21,80        | Retrait     | Retrait     |
|                | Alain Walker     | FN             | 290          | 11,73        |             |             |
|                | Bernard Isaac    | PCF            | 103          | 4,16         |             |             |
|                | Pierre Desmet    | DVD            | 77           | 3,11         |             |             |
|                |                  |                |              |              |             |             |
| Inscrits       | Inscrits         | Inscrits       | 3 606        | 100,00       | 3 606       | 100,00      |
| Abstention     | Abstention       | Abstention     | 1 039        | 28,81        | 987         | 27,37       |
| Votants        | Votants          | Votants        | 2 567        | 71,19        | 2 619       | 72,63       |
| Blancs et nuls | Blancs et nuls   | Blancs et nuls | 94           | 3,66         | 140         | 5,35        |
| Exprimés       | Exprimés         | Exprimés       | 2 473        | 96,34        | 2 479       | 94,65       |

### Canton de Damville
| Candidats      | Candidats              | Étiquette      | Premier tour | Premier tour | Second tour | Second tour |
| Candidats      | Candidats              | Étiquette      | Voix         | %            | Voix        | %           |
| -------------- | ---------------------- | -------------- | ------------ | ------------ | ----------- | ----------- |
|                | Françoise Charpentier* | UMP            | 1 617        | 49,22        | 2 067       | 61,24       |
|                | Anicet Boule           | DVG            | 692          | 21,07        | 1 308       | 38,76       |
|                | Nathalie Billard       | FN             | 472          | 14,37        |             |             |
|                | Didier Guerin          | Verts          | 370          | 11,26        |             |             |
|                | Sylvie Buffetrille     | PCF            | 134          | 4,08         |             |             |
|                |                        |                |              |              |             |             |
| Inscrits       | Inscrits               | Inscrits       | 5 208        | 100,00       | 5 193       | 100,00      |
| Abstention     | Abstention             | Abstention     | 1 797        | 34,50        | 1 636       | 31,50       |
| Votants        | Votants                | Votants        | 3 411        | 65,50        | 3 557       | 68,50       |
| Blancs et nuls | Blancs et nuls         | Blancs et nuls | 126          | 3,69         | 182         | 5,12        |
| Exprimés       | Exprimés               | Exprimés       | 3 285        | 96,31        | 3 375       | 94,88       |

*sortant

### Canton d'Ecos
| Candidats      | Candidats      | Étiquette      | Premier tour | Premier tour |
| Candidats      | Candidats      | Étiquette      | Voix         | %            |
| -------------- | -------------- | -------------- | ------------ | ------------ |
|                | Michel Jouyet* | UMP            | 3 487        | 54,49        |
|                | Pascal Jolly   | PS             | 1 462        | 22,85        |
|                | Samuel Morice  | FN             | 1 140        | 17,82        |
|                | Didier Courbot | PCF            | 310          | 4,84         |
|                |                |                |              |              |
| Inscrits       | Inscrits       | Inscrits       | 10 079       | 100,00       |
| Abstention     | Abstention     | Abstention     | 3 484        | 34,57        |
| Votants        | Votants        | Votants        | 6 595        | 65,43        |
| Blancs et nuls | Blancs et nuls | Blancs et nuls | 196          | 2,97         |
| Exprimés       | Exprimés       | Exprimés       | 6 399        | 97,03        |

*sortant

### Canton d'Étrépagny
| Candidats      | Candidats             | Étiquette      | Premier tour | Premier tour | Second tour | Second tour |
| Candidats      | Candidats             | Étiquette      | Voix         | %            | Voix        | %           |
| -------------- | --------------------- | -------------- | ------------ | ------------ | ----------- | ----------- |
|                | Pierre Beaufils*      | UMP            | 1 845        | 40,06        | 2 267       | 46,83       |
|                | Catherine Picard      | PS             | 962          | 20,89        | 1 708       | 35,28       |
|                | Jean-Claude Lelièvre  | FN             | 940          | 20,41        | 866         | 17,89       |
|                | Jean-Jacques Pilinski | DVG            | 518          | 11,25        |             |             |
|                | Sylvie Falaise        | PCF            | 341          | 7,40         |             |             |
|                |                       |                |              |              |             |             |
| Inscrits       | Inscrits              | Inscrits       | 7 219        | 100,00       | 7 219       | 100,00      |
| Abstention     | Abstention            | Abstention     | 2 419        | 33,51        | 2 239       | 31,02       |
| Votants        | Votants               | Votants        | 4 800        | 66,49        | 4 980       | 68,98       |
| Blancs et nuls | Blancs et nuls        | Blancs et nuls | 194          | 4,04         | 139         | 2,79        |
| Exprimés       | Exprimés              | Exprimés       | 4 606        | 95,96        | 4 841       | 97,21       |

*sortant

### Canton d'Evreux-Nord
| Candidats      | Candidats          | Étiquette      | Premier tour | Premier tour | Second tour | Second tour |
| Candidats      | Candidats          | Étiquette      | Voix         | %            | Voix        | %           |
| -------------- | ------------------ | -------------- | ------------ | ------------ | ----------- | ----------- |
|                | Claude Behar*      | PRG            | 3 069        | 30,63        | 6 172       | 59,85       |
|                | Roger Wallart      | UMP            | 2 419        | 24,14        | 4 140       | 40,15       |
|                | Alain Repetto      | FN             | 1 345        | 13,42        |             |             |
|                | Jean-Marc Ferey    | Verts          | 997          | 9,95         |             |             |
|                | Jean-Michel Gaveau | PCF            | 677          | 6,76         |             |             |
|                | Bernard Boucher    | DVD            | 605          | 6,04         |             |             |
|                | Philippe Rhazi     | EXG            | 372          | 3,71         |             |             |
|                | Yves Dupont        | EXD            | 307          | 3,06         |             |             |
|                | Laurent Criquet    | EXG            | 230          | 2,30         |             |             |
|                |                    |                |              |              |             |             |
| Inscrits       | Inscrits           | Inscrits       | 16 776       | 100,00       | 16 802      | 100,00      |
| Abstention     | Abstention         | Abstention     | 6 240        | 37,20        | 5 877       | 34,98       |
| Votants        | Votants            | Votants        | 10 536       | 62,80        | 10 925      | 65,02       |
| Blancs et nuls | Blancs et nuls     | Blancs et nuls | 515          | 4,89         | 613         | 5,61        |
| Exprimés       | Exprimés           | Exprimés       | 10 021       | 95,11        | 10 312      | 94,39       |

*sortant

### Canton d'Evreux-Ouest
| Candidats      | Candidats             | Étiquette      | Premier tour | Premier tour | Second tour | Second tour |
| Candidats      | Candidats             | Étiquette      | Voix         | %            | Voix        | %           |
| -------------- | --------------------- | -------------- | ------------ | ------------ | ----------- | ----------- |
|                | Gérard Silighini*     | PS             | 2 517        | 34,77        | 4 447       | 59,41       |
|                | Gaston Gaudemer       | UMP            | 2 158        | 29,81        | 3 038       | 40,59       |
|                | Jean-Claude Pelissier | FN             | 969          | 13,38        |             |             |
|                | Alain Goffi           | Verts          | 581          | 8,02         |             |             |
|                | José Laheye           | PCF            | 457          | 6,31         |             |             |
|                | Jean-Pierre Pallois   | EXG            | 386          | 5,33         |             |             |
|                | Stéphane Baki         | DVG            | 172          | 2,38         |             |             |
|                |                       |                |              |              |             |             |
| Inscrits       | Inscrits              | Inscrits       | 12 206       | 100,00       | 12 323      | 100,00      |
| Abstention     | Abstention            | Abstention     | 4 666        | 38,23        | 4 376       | 35,51       |
| Votants        | Votants               | Votants        | 7 540        | 61,77        | 7 947       | 64,49       |
| Blancs et nuls | Blancs et nuls        | Blancs et nuls | 300          | 3,98         | 462         | 5,81        |
| Exprimés       | Exprimés              | Exprimés       | 7 240        | 96,02        | 7 485       | 94,19       |

*sortant

### Canton de Gaillon
| Candidats      | Candidats              | Étiquette      | Premier tour | Premier tour |
| Candidats      | Candidats              | Étiquette      | Voix         | %            |
| -------------- | ---------------------- | -------------- | ------------ | ------------ |
|                | Jean-Luc Recher*       | DVG            | 1 930        | 51,80        |
|                | Sonia Lardans Richeton | FN             | 768          | 20,61        |
|                | Emmanuelle Long        | UMP            | 648          | 17,39        |
|                | Jacqueline Schmitz     | EXG            | 191          | 5,13         |
|                | André Fournaux         | PCF            | 189          | 5,07         |
|                |                        |                |              |              |
| Inscrits       | Inscrits               | Inscrits       | 6 207        | 100,00       |
| Abstention     | Abstention             | Abstention     | 2 361        | 38,04        |
| Votants        | Votants                | Votants        | 3 846        | 61,96        |
| Blancs et nuls | Blancs et nuls         | Blancs et nuls | 120          | 3,12         |
| Exprimés       | Exprimés               | Exprimés       | 3 726        | 96,88        |

*sortant

### Canton de Louviers-Nord
| Candidats      | Candidats          | Étiquette      | Premier tour | Premier tour | Second tour | Second tour |
| Candidats      | Candidats          | Étiquette      | Voix         | %            | Voix        | %           |
| -------------- | ------------------ | -------------- | ------------ | ------------ | ----------- | ----------- |
|                | Leslie Cleret*     | PS             | 1 886        | 37,90        | 2 956       | 56,99       |
|                | Jean-Marc Moglia   | DVD            | 938          | 18,85        | 2 231       | 43,01       |
|                | Fabrice Lebas      | FN             | 857          | 17,22        |             |             |
|                | Olivier Aubert     | DVD            | 686          | 13,79        |             |             |
|                | Philippe Thouement | EXG            | 395          | 7,94         |             |             |
|                | Bruno Canivet      | PCF            | 214          | 4,30         |             |             |
|                |                    |                |              |              |             |             |
| Inscrits       | Inscrits           | Inscrits       | 9 042        | 100,00       | 9 019       | 100,00      |
| Abstention     | Abstention         | Abstention     | 3 834        | 42,40        | 3 455       | 38,31       |
| Votants        | Votants            | Votants        | 5 208        | 57,60        | 5 564       | 61,69       |
| Blancs et nuls | Blancs et nuls     | Blancs et nuls | 232          | 4,45         | 377         | 6,78        |
| Exprimés       | Exprimés           | Exprimés       | 4 976        | 95,55        | 5 187       | 93,22       |

*sortant

### Canton de Montfort-sur-Risle
| Candidats      | Candidats       | Étiquette      | Premier tour | Premier tour |
| Candidats      | Candidats       | Étiquette      | Voix         | %            |
| -------------- | --------------- | -------------- | ------------ | ------------ |
|                | Francis Courel* | DVG            | 2 450        | 75,78        |
|                | Sabine Wagner   | FN             | 482          | 14,91        |
|                | Pascal Jouveaux | PCF            | 301          | 9,31         |
|                |                 |                |              |              |
| Inscrits       | Inscrits        | Inscrits       | 5 371        | 100,00       |
| Abstention     | Abstention      | Abstention     | 1 877        | 34,95        |
| Votants        | Votants         | Votants        | 3 494        | 65,05        |
| Blancs et nuls | Blancs et nuls  | Blancs et nuls | 261          | 7,47         |
| Exprimés       | Exprimés        | Exprimés       | 3 233        | 92,53        |

*sortant

### Canton de Nonancourt
| Candidats      | Candidats          | Étiquette      | Premier tour | Premier tour | Second tour | Second tour |
| Candidats      | Candidats          | Étiquette      | Voix         | %            | Voix        | %           |
| -------------- | ------------------ | -------------- | ------------ | ------------ | ----------- | ----------- |
|                | Joël Hervieu*      | UMP            | 2 143        | 47,69        | 2 482       | 52,19       |
|                | Michel Maillard    | PS             | 978          | 21,76        | 1 530       | 32,17       |
|                | Guy-Noël Robert    | FN             | 798          | 17,76        | 744         | 15,64       |
|                | Estelle Confais    | Verts          | 332          | 7,39         |             |             |
|                | Dominique Quillere | PCF            | 243          | 5,41         |             |             |
|                |                    |                |              |              |             |             |
| Inscrits       | Inscrits           | Inscrits       | 7 847        | 100,00       | 7 828       | 100,00      |
| Abstention     | Abstention         | Abstention     | 3 085        | 39,31        | 2 937       | 37,52       |
| Votants        | Votants            | Votants        | 4 762        | 60,69        | 4 891       | 62,48       |
| Blancs et nuls | Blancs et nuls     | Blancs et nuls | 268          | 5,63         | 135         | 2,76        |
| Exprimés       | Exprimés           | Exprimés       | 4 494        | 94,37        | 4 756       | 97,24       |

*sortant

### Canton de Pacy-sur-Eure
| Candidats      | Candidats         | Étiquette      | Premier tour | Premier tour |
| Candidats      | Candidats         | Étiquette      | Voix         | %            |
| -------------- | ----------------- | -------------- | ------------ | ------------ |
|                | Pascal Lehongre*  | UMP            | 4 164        | 59,11        |
|                | Philippe Courtois | FN             | 1 286        | 18,25        |
|                | Dany Trabon       | PS             | 1 213        | 17,22        |
|                | Bernard Filliette | PCF            | 382          | 5,42         |
|                |                   |                |              |              |
| Inscrits       | Inscrits          | Inscrits       | 11 474       | 100,00       |
| Abstention     | Abstention        | Abstention     | 4 206        | 36,66        |
| Votants        | Votants           | Votants        | 7 268        | 63,34        |
| Blancs et nuls | Blancs et nuls    | Blancs et nuls | 223          | 3,07         |
| Exprimés       | Exprimés          | Exprimés       | 7 045        | 96,93        |

*sortant

### Canton de Pont-de-l'Arche
| Candidats      | Candidats              | Étiquette      | Premier tour | Premier tour | Second tour | Second tour |
| Candidats      | Candidats              | Étiquette      | Voix         | %            | Voix        | %           |
| -------------- | ---------------------- | -------------- | ------------ | ------------ | ----------- | ----------- |
|                | Gaëtan Levitre*        | PCF            | 1 768        | 28,09        | 3 885       | 61,43       |
|                | Richard Jacquet        | PS             | 1 382        | 21,95        | Retrait     | Retrait     |
|                | René Dufour            | UDF            | 1 323        | 21,02        | 2 439       | 38,57       |
|                | Marie-Agnes Touchagues | FN             | 809          | 12,85        |             |             |
|                | William Bertrand       | UMP            | 402          | 6,39         |             |             |
|                | Fernand Attal          | DVD            | 387          | 6,15         |             |             |
|                | Gérard Prevost         | EXG            | 224          | 3,56         |             |             |
|                |                        |                |              |              |             |             |
| Inscrits       | Inscrits               | Inscrits       | 9 818        | 100,00       | 9 819       | 100,00      |
| Abstention     | Abstention             | Abstention     | 3 294        | 33,55        | 3 099       | 31,56       |
| Votants        | Votants                | Votants        | 6 524        | 66,45        | 6 720       | 68,44       |
| Blancs et nuls | Blancs et nuls         | Blancs et nuls | 229          | 3,51         | 396         | 5,89        |
| Exprimés       | Exprimés               | Exprimés       | 6 295        | 96,49        | 6 324       | 94,11       |

*sortant